# 陳正誼
陳正誼（1537年—？），字道甫，號見雲，直隸松江府華亭縣人，軍籍，明朝政治人物。

## 生平
嘉靖三十七年（1558年）應天府鄉試第十四名，萬曆二年（1574年）甲戌科會試第六十八名，登三甲第四十七名進士。官泉州府推官。

## 家族
曾祖陳瑄；祖父陳漢；父陳木。母朱氏。永感下。